# Петропавлівська церква (Ярославль)
Петропавлівська церква (Ярославль) — церква в стилі російського бароко, створена в місті Ярославль в садибі купців Затрапезнових поряд з полотняною мануфактурою та ставками.

## Історія
Новітні ідеї приходять в Ярославль разом з реформами царя Петра І. Ярославль ще в 17 столітті відігравав значну роль транзитного купецького міста. Бо Московія, позбавлена виходу до берегів Балтики Швецією, мала лише один великий порт для торгівлі з закордонними країнами — в місті Архангельськ. На шляху до Архангельська і був розташований Ярославль.
Ярославський купець і підприємець Іван Максимович Затрапезнов в липні 1722 року розпочав будівництво полотняної мануфактури на південному заході від міста за річкою Которосль. Місцина і зараз дещо віддалена від історичного центру міста. Цар привітно поставився до ініціативи купця і надав землю під садибу, мануфактуру і ставки безкоштовно, попіклувався про пільги для нового підприємства. Мануфактура випускала від скатертин і фламандського полотна до грубих полотен для бідних верств населення. Для робітників зростаючого підприємства і розпочато будівництво кам'яної церкви в ім'я Апостолів Петра і Павла, закінчене в 1740-ві роки.
1764 року полотняна мануфактура була продана онуком Івана Максимовича Затрапезнова — підприємцю Савві Яковичу Яковлеву.
1844 року комплекс споруд полотняної мануфактури значно постраждав від пожежі, але Петропавлівська церква не була пошкоджена. Однак виробництво продукції значно скоротилось. Оновлення прийшлося на 1858 рік, коли було засноване Товариство Ярославської Великої мануфактури. Стародавні і пошкоджені пожежею будівлі мануфактури 18 століття розібрали на будівельні матеріали, а все гідне використали на побудову нових споруд.
Ще 1857 року «Ярославську Велику мануфактуру» придбав підприємець буржуазного зразка Карзинкін І. А. і розпочав будівництво нового великого виробництва.
З цього періоду полотняна мануфактура постійно добудовувалась і збільшувала виробництво. Кількість прядильних верстатів досягла 1 912 в 1914 році. Продукції продавали приблизно на 18 000 000 рублів. Кількість працівників дійшла до 11 300.

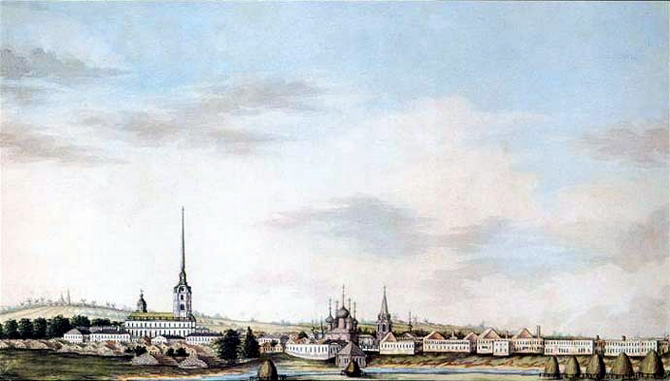
Худ. Іван Білоногов. Полотняна мануфактура з шпилястою Петропавлівською церквою, середина 19 ст.

Прийшов час і для оновлення старої Петропавлівської церкви.
1880 року в теплій нижній церкві проведені значні оновлювальні роботи коштом тодішніх володарів Ярославської Великої мануфактури Андрія Олександровича Карзинкіна та Миколая Васильовича Ігумнова, які витратили на оновлення шістнадцять тисяч  (16 000) рублів. Стіни храму були розфарбовані «під вигляд дикого мармуру», наново визолотили іконостас, придбані нові ікони, новий срібний літургічний посуд, паникадило, в храмі створили нові кахляні печи, підлогу вистлали плитками з чавуну. На пожертву в 4 500 рублів був наново відтворений шпиль храму, що значно постраждав від сильного буревію 1884 року. 1887 року дійшла черга і до старих дерев'яних сходів на другий поверх : за проектом архітектора Н. І. Поздєєва колишні дерев'яні сходи замінили на мармурові. В період 1887–1888 років склепіння верхнього храму прикрашені стінописами художників Н. Егорова та Катасьова.

## У 20 столітті
1918 року — за переворотом більшовиків підприємство було націоналізоване.
1920 року назву змінили на Ярославську прядильно-ткацьку фабрику Головного управління текстильної промисловості ВСНХ.
1929 року Петропавлівську церкву зачинили. Два її поверхи використовували як клуб робітників та як кінотеатр. Пізніше в храмі доби російського бароко обладнали спортивний зал.
Ще 1922 року, на честь перемоги Червоної Армії на Перекопі, фабрика отримала назву (російською) "Красный Перекоп". В роки Вітчизняної війни підприємство не зупинялося і було переведене на випуск технічного полотна. З 1962 року переведене на випуск штучного полотна з хімволокон.
Після розпаду СРСР в період 1992–1997 років величний двоповерховий храм використовувала одна з ярославських бірж. 1997 року храм повернули Російській православній церкві.

## Опис храму
Церква — цегляна, потинькована, двоповерхова, тринавна, фасади розфарбовані у два кольори. Належить до храмів зального типу, де бічні нави тої ж висоти, що і головна. Довжина храму — сорок два (42) метри, споруда завширшки дванадцять (12) метрів. На західному фасаді височить єдина вежа — дзвіниця, в нижніх ярусах якої розташовані сходи на другий поверх. Використаний тип світських сходів, притаманний парадним сходам палаців 18 століття.
Єдина вежа храму західного фасаду має два яруси для дзвонів і увінчана шпилем, висота якого сімдесят три (73) метри. Первісно храм мав куранти. Десятиліттями це була найбільша за висотою споруда історичного Ярославля. Дах — двосхилий, прикрашений люкарнами. Первісно дах мав сигнатурку у вигляді маленької бані, що копіювало силует Петропавлівського собору в Санкт-Петербурзі. На 2010 рік сигнатурка у вигляді маленької бані не була відновлена, що збіднило сучасний силует храмової споруди.
Храм входив в комплекс виробничих споруд зі сторожкою, ставками і млинами, регулярними парком, будинком управління мануфактурою, прихистком для вбогих. За часів СРСР за Петропавлівською церквою побудували стадіон.